# Sharon J. Hall
Sharon J. Hall é ecologista de ecossistemas e professora associada da School of Life Sciences da Arizona State University. Sua pesquisa se concentra na ecologia de ecossistemas e nas formas como a atividade humana interage com o meio ambiente.

## Infância e educação
Sharon Hall foi criada em Oakland, Califórnia. Sua educação de graduação foi passada na Universidade de Stanford, onde ela recebeu um bacharelado em ciências biológicas. Ela então fez mestrado em educação na Universidade de Harvard e doutorado em ciências do solo e ecossistema na Universidade da Califórnia, Berkeley. Pouco depois de receber seu doutorado, Hall foi professora assistente no programa ambiental do Colorado College, ministrando o primeiro curso de biogeoquímica da escola. Atualmente, ela é professora associada da Arizona State University, onde é diretora do programa de doutorado em Ciências da Vida Ambiental e cientista sênior de sustentabilidade do Julie Ann Wrigley Global Institute of Sustainability.

## Carreira e pesquisa
Sharon Hall e sua equipe de pesquisa estão focados em estudar as maneiras pelas quais a atividade humana e os ecossistemas interagem uns com os outros. Isso inclui examinar o impacto da poluição do ar urbano nos ecossistemas e estudar as implicações de diferentes práticas de gestão da terra em ambientes urbanos, residenciais e agrícolas.
Hall trabalhou com Pamela Matson enquanto estava em Stanford para entender a resposta das emissões de gases-traço de nitrogênio das florestas tropicais à deposição de nitrogênio; bem como publicar uma visão abrangente de como as entradas de nitrogênio afetam os ecossistemas terrestres. A pesquisa de Hall agora se concentra nas interações entre a atividade humana e os ecossistemas áridos. Ela fez uma extensa pesquisa com o CAP LTER (Central Arizona-Phoenix Long Term Ecological Research Site, parte da rede LTER maior financiada pela National Science Foundation) e está no Comitê Executivo do CAPIV. Ela recebeu inúmeras bolsas da National Science Foundation, e da Andrew W. Mellon Foundation.

## Prêmios e honras

### Indicações
- Prêmio de Ensino Distinto Zebulon Pearce 2017-18
- 2016 Outstanding Teaching Award, School of Life Sciences
- 2012 Centennial Professorship para excelência em ensino e serviço comunitário
- Cátedra do Centenário de 2006

### Prêmios e bolsas
- Prêmio de Realização de Ensino do Corpo Docente da ASU 2017
- 2003 John D e Catherine T. MacArthur Professorship por excelência em ensino e bolsa de estudos, The Colorado College
- 1998 Gresham Riley Pós-Doutorado, The Colorado College
- Bolsista de Doutorado em Ciências de Sistemas Terrestres de 1996, NASA
- 1994 Pesquisador de Pós-Graduação, NSF

## Publicações
Hall fez parte da criação de mais de 90 publicações, várias das quais foram citadas centenas de vezes.
- Matson, Pamela, et ai. “A Globalização da Deposição de Nitrogênio: Consequências para os Ecossistemas Terrestres”. AMBIO: A Journal of the Human Environment, vol. 31, não. 2, 2002, pág. 113
- Hall, Sharon J. e Pamela A. Matson. “Emissões de óxido de nitrogênio após adições de nitrogênio em florestas tropicais”. Natureza, v. 400, não. 6740, julho de 1999, pp. 152–155., doi:10.1038/22094.[12]
- Groffman, Peter M, et ai. “Homogeneização Ecológica dos EUA Urbanos”. Fronteiras em Ecologia e Meio Ambiente" , vol. 12, não. 1, 1 de fevereiro de 2014, pp. 74–81., doi:10.1890/120374.[12]

## Engajamento público
Hall faz parte do conselho consultivo científico do McDowell Sonoran Conservancy Field Institute, onde oferece conhecimento científico, lidera projetos de pesquisa e recebe apoio de voluntários do instituto. Ela também faz parte do conselho de administração da Ecological Society of America.